# Mosfellsbær
Mosfellsbær er en by i det sydvestligste Island, beliggende i kommunen af samme navn i regionen Höfuðborgarsvæðið. Byen havde pr. 1. juni 2008 et befolkningstal på 8479.
Mest berømte indbygger fra Mosfellsbær er nobelprismodtageren i litteratur, Halldór Laxness.

## Venskabsbyer
- Thisted, Danmark
- Loimaa, Finland
- Skien, Norge
- Uddevalla, Sverige

1. ↑  Navnet er anført på engelsk og stammer fra Wikidata hvor navnet endnu ikke findes på dansk.
2. ↑  www.samband.is.
mos.is (fra Wikidata).
3. ↑  statice.is (fra Wikidata).